# Centrodoras
Centrodoras es un pequeño género de peces siluriformes perteneciente a la familia Doradidae. Puede encontrarse en la Cuenca del Amazonas en Sudamérica.

## Especies
Actualmente solo ha descritas dos especies en este género:
- Centrodoras brachiatus (Cope, 1872)
- Centrodoras hasemani (Steindachner, 1915)